# Компьютерный корпус
Компьютерный корпус (англ. computer case) — физически представляет собой базовую несущую конструкцию (шасси), которая предназначена для последующего наполнения аппаратным обеспечением с целью создания компьютера.

## Передняя сторона

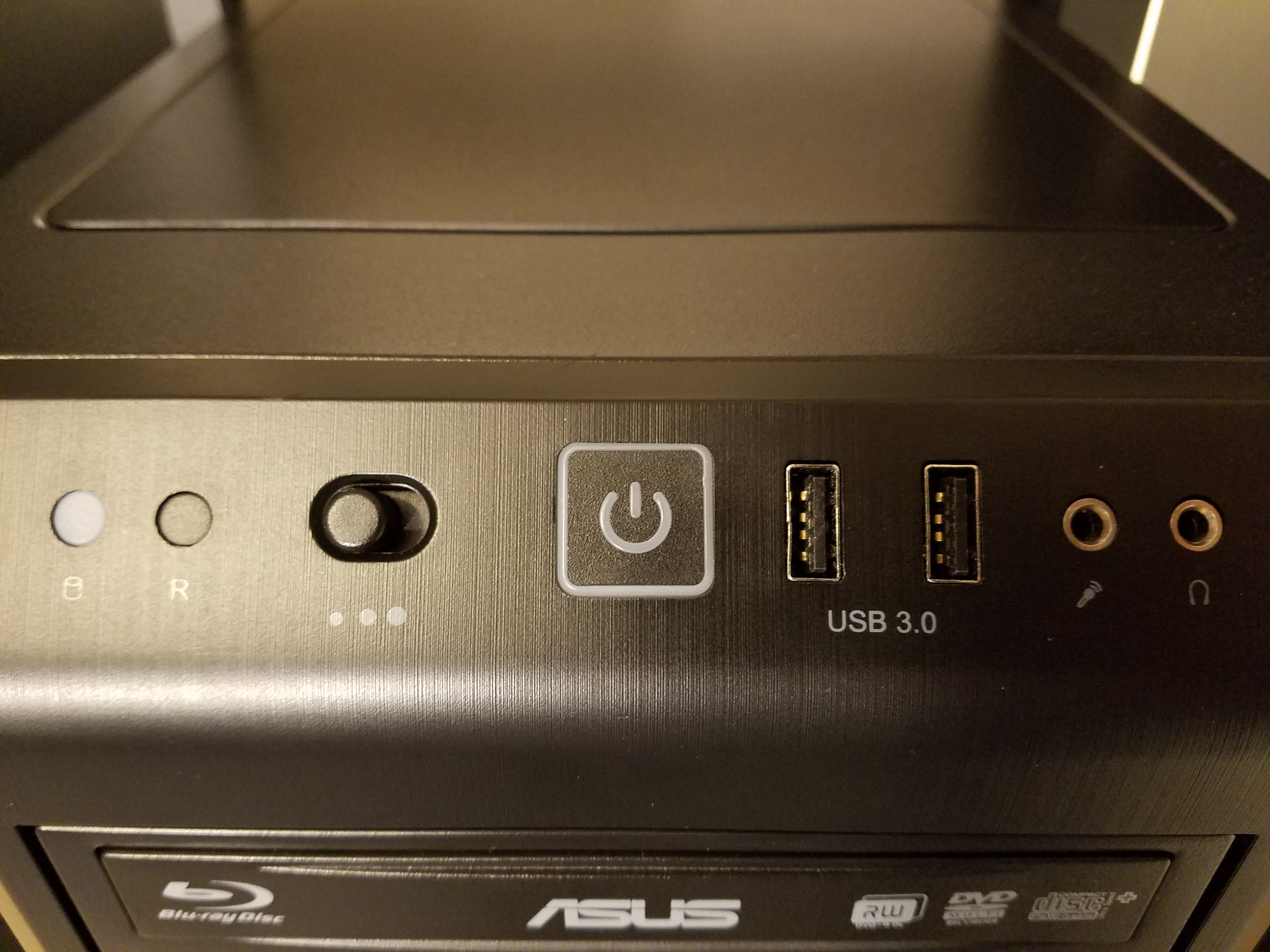
Вид на переднюю сторону корпуса с кнопками, индикаторами и разъёмами.

Фронтальная сторона корпуса компьютера обычно оборудована:
- кнопками включения и перезагрузки. На корпусах форм-фактора AT обычно имеется кнопка Turbo, на некоторых ATX ранних выпусков встречается отдельная кнопка ждущего режима;
- светодиодами-индикаторами отображающими работу компьютера, состояние питания и накопителей, состояние жесткого диска. Некоторые корпуса имеют на передней части дисплей, показывающий частоту работы процессора, скорость вращения вентилятора охлаждения процессора, температуру кристалла процессора, температуру кристалла графического процессора;
- гнёздами для подключения наушников и микрофона;
- Панельками, закрывающими отсеки 5'25". В эти отсеки могут устанавливаться оптические приводы, дополнительные салазки для жёсткого диска с вентиляторами, дополнительная панелька с вентиляторами, реобас для регулировки скорости вращения вентилятора кулера и вентиляторов корпуса, ленточный накопитель, панели с карт-ридером, эквалайзеры и многое другое. Панельки 3'5", на месте которых могут быть карт-ридер или дисковод для дискет (есть также приводы для дискет 5"25', но сейчас они полностью вышли из употребления, а интерфейсы приводов для дискет полностью несовместимы с современными материнскими платами);
- разъемами для подключения некоторых внешних устройств с интерфейсами передачи данных (USB, eSATA, COM (последовательный порт), FireWire, редко HDMI);
- Нередко - решёткой забора воздуха для переднего вентилятора, в современных корпусах для мощных игровых ПК часто полностью отсутствуют отсеки на 3'5" И 5'25", и вся передняя панель (за исключением разъемов и кнопок) занята этой решеткой для вентиляторов большого диаметра.

## Задняя сторона

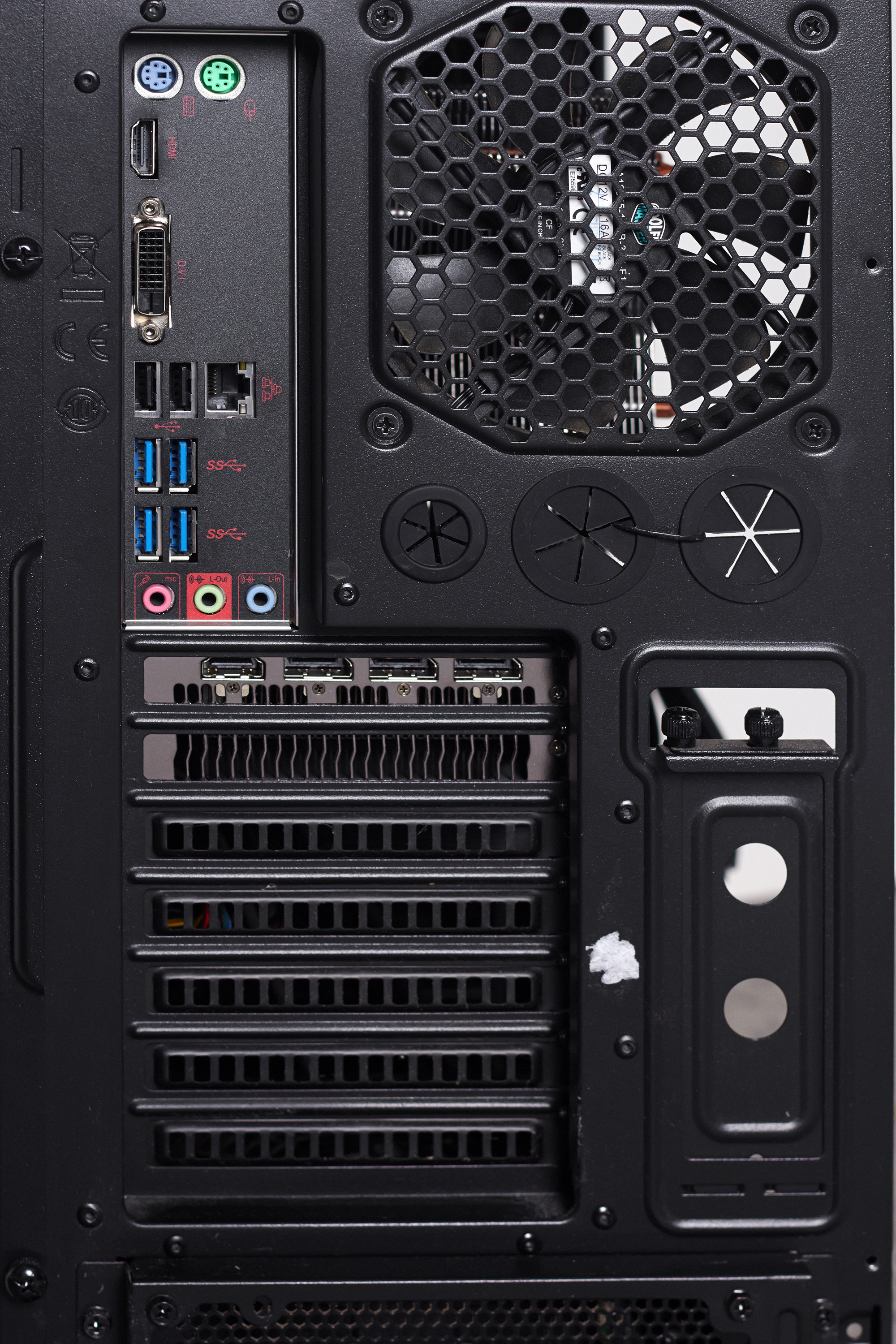
Вид сзади на корпус.

В ходе технологического совершенствования, обусловленного техническим прогрессом, наметилась тенденция к микроминиатюризации компонентов электронной техники,  что позволило интегрировать непосредственно на материнскую плату большую часть схем, ранее выпускавшихся в виде отдельных плат расширения. Прогресс в развитии программно-аппаратных кодеков видео и звука также позволил устанавливать непосредственно на материнскую плату миниатюрные микросхемы аудио и видео кодеков и разъёмы их аппаратных интерфейсов. Отдельной веткой развития коммуникационных интерфейсов стала трансформация портов для обмена данными непосредственно с отдельными устройствами (клавиатура, мышь, ...) так и с локальными сетями, в том числе и беспроводными. Вследствие этого, на тыльной стороне почти на всех корпусов, имеющих внутри материнскую плату формата ATX, располагаются:
- устаревший, но устанавливаемый ранее на бюджетных моделях материнских плат mini-DIN (PS/2) для подключения клавиатуры (фиолетовый) и мыши (зелёный). Также может встречаться универсальный разъём, вертикально разделённый двумя цветами. На данный момент прослеживается тенденция замены этого разъёма (на современных материнских платах по состоянию на 2024 год больше не используется) более современным USB, с устанавливаемым в порт USB контроллером, обеспечивающим связь к мышью или/и клавиатурой в случае их беспроводной реализации;
- для подключения медиа-устройств:
  - 3,5-мм разъёмы (3 или 6) встроенной звуковой платы, из которых обязательные: линейный выход (зелёный), линейный вход (синий) и микрофонный вход (розовый);
  - разъёмы коаксиальных и/или оптических цифровых аудиовыходов или для подключения WiFi-антенны;
  - игровой порт (морально устарел и не устанавливается на современные материнские платы, не поддерживается современными операционными системами) для подключения имеющих соответствующую аппаратную реализацию джойстика или музыкального синтезатора;
  - разъёмы встроенного видеоадаптера: D-sub (VGA), S-Video, DVI, HDMI, eDP или LVDS[1]. В этом случае разъём находится на месте одного из последовательных разъёмов;
- коммуникационные, сетевые и порты для подключения дисковой подсистемы:
  - низкоскоростные устаревшие параллельный коммуникационный порт (на современных материнских платах также не встречается) и один или два последовательных разъёма (также не встречается на современных материнских платах), в виде миниатюрного 25(9)-контактного разъёма или разъёма ленточного типа;
  - некоторое количество, обычно в механическом исполнении парами, разъёмов более современного (в том числе с возможностью запитки внешних устройств) интерфейса USB разных версий;
  - разъём(ы) для подключения к локальной сети;
  - интерфейса IEEE 1394 (устарел);
  - eSATA (устарел) .

Помимо разъёмов, может быть установлена кнопка быстрого сброса BIOS.

### Заглушка в корпусе, закрывающая разъёмы на задней кромке материнской платы

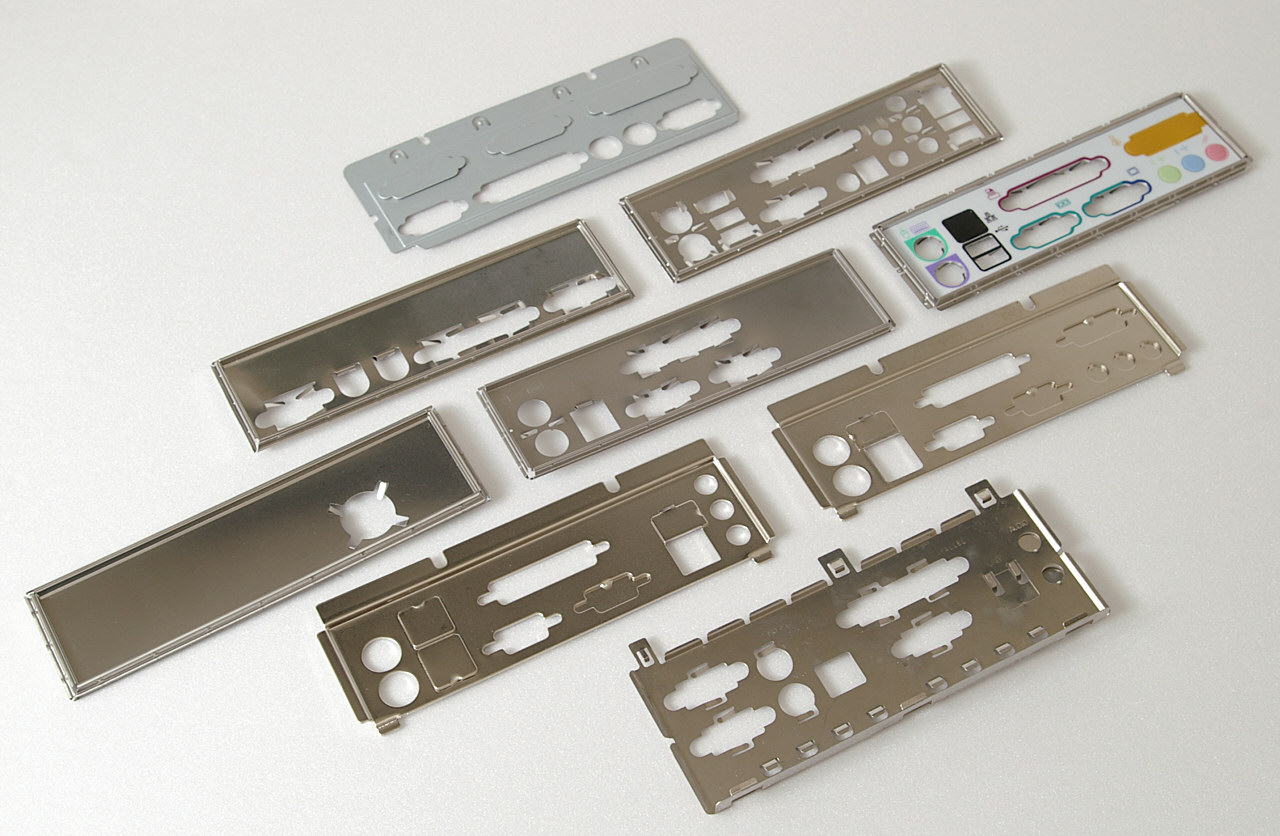
Пример заглушки от материнской платы

Металлическая «заглушка» (англ. IO Plate, сокращение от Input Output Plate) в задней части корпуса позволила производителям при встраивании в материнскую плату интерфейсных устройств и достаточно свободно манипулировать с расположением их разъёмов, не согласовывая положения разъёмов с производителями корпусов. Единственным требованием к заглушке являются внешние геометрические размеры:
- ширина: 158,75 ± 2 мм (6,250 ± 0,08 дюйма)
- высота: 44,45 ± 2 мм (1,75 ± 0,08 дюйма)
- толщина в пределах от 0,94 до 1,32 мм (от 0,037 до 0,052 дюйма)
- скругление панели не более 0,99 мм (0,039 дюйма)

Однако имеется некий стандарт на расположение основных разъёмов).

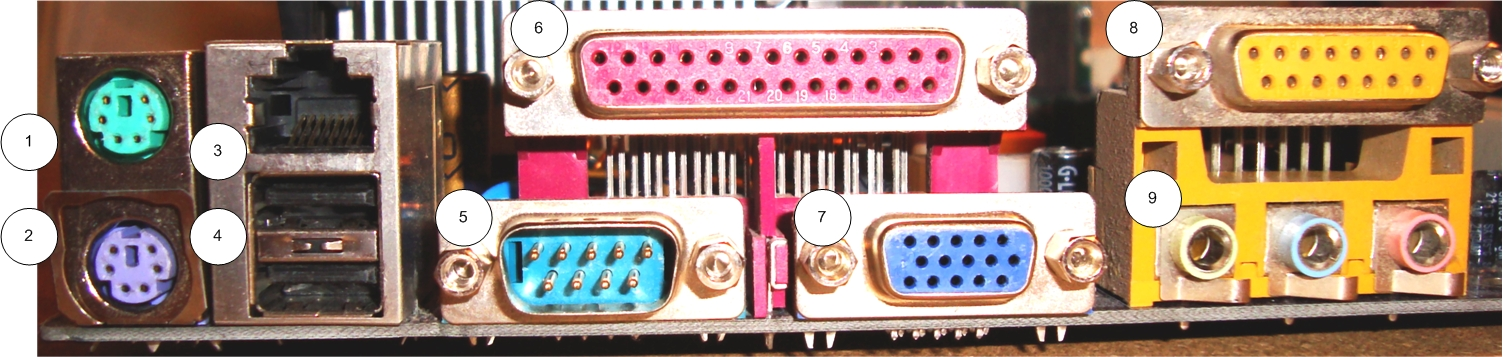
Наружные разъёмы материнской платы формата ATX, закрываемые заглушкой

Впервые такое решение появилось после начала использования форм-фактора ATX в корпусах нового форм-фактора и в комбинированных корпусах, которые позволяли устанавливать платы или нового формата, или устаревшего AT — в таких системах заглушка, закрывающая материнскую плату формата AT/Baby-AT, закрывала проём в корпусе, за исключением выреза под клавиатуру (диаметр выреза в заглушке мог выбираться, исходя из формата разъёма, (либо большего размера, либо меньшего).
В материнских платах форм-фактора AT для расширения возможностей использовали устанавливаемые в слоты расширения карты (платы) расширения. В те же времена, платы контроллеров дополнительных интерфейсов, которые в современных материнских платах интегрируются на плату, выполнялись в виде отдельных плат, устанавливаемых в шину расширения, например VL-bus. В корпусе для такой системы дополнительные разъёмы для подключения кабелями внешних устройств, монтировались либо в специальных прорезях в корпусе, либо крепились на специальных колодках (англ. bracket), которые иногда входили в состав платы или периферийного устройства.

## Монтаж содержимого

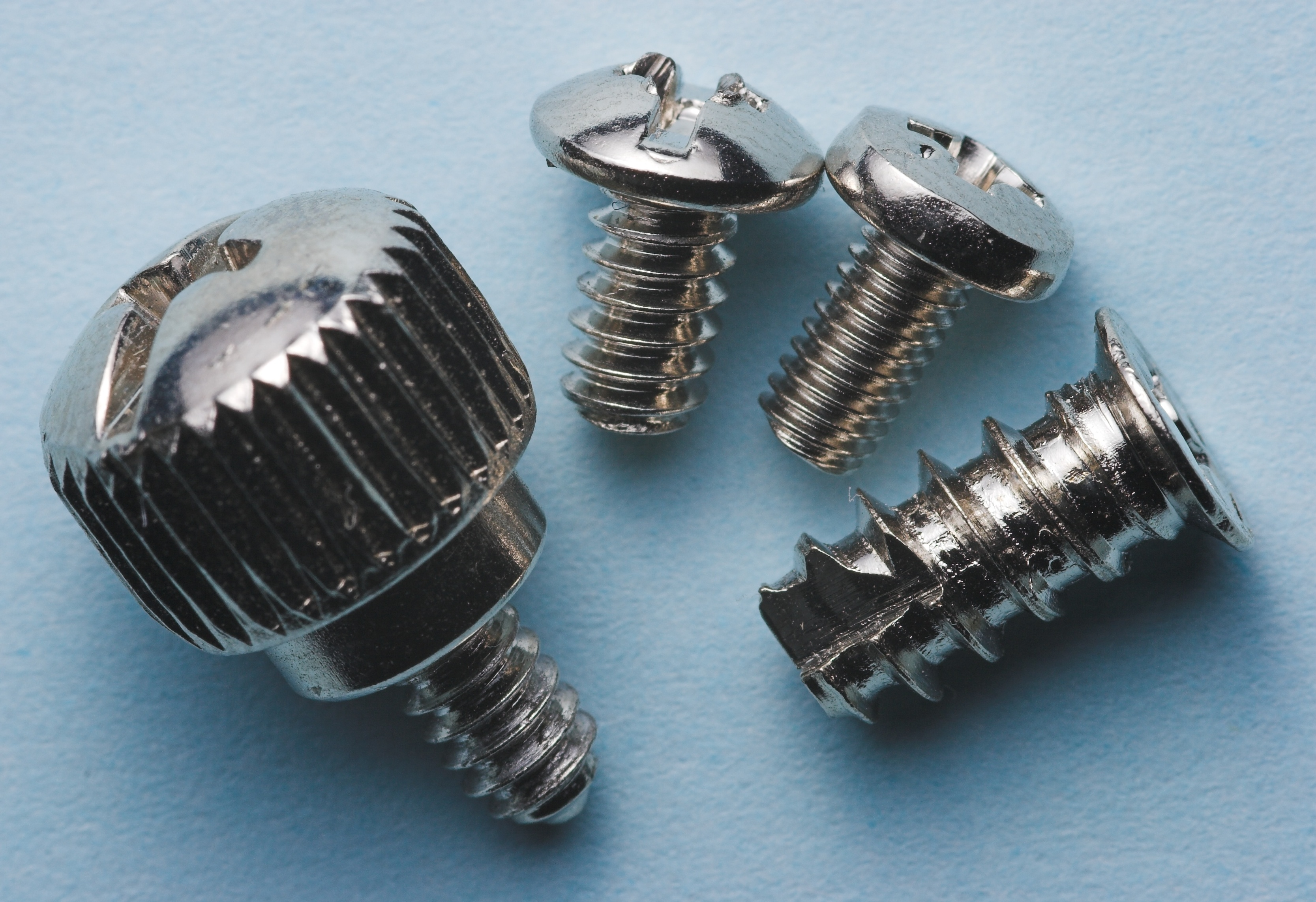
Винты и шурупы могут быть как обычными, так и специализированными
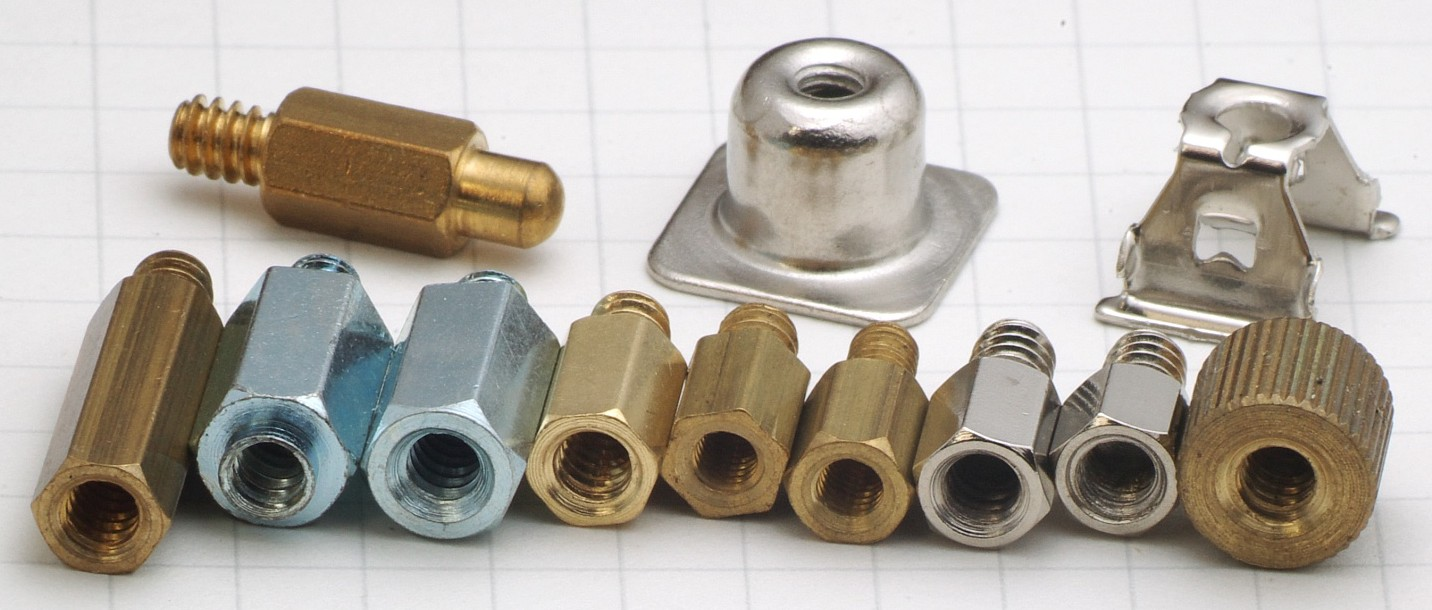
Элементы специальной формы
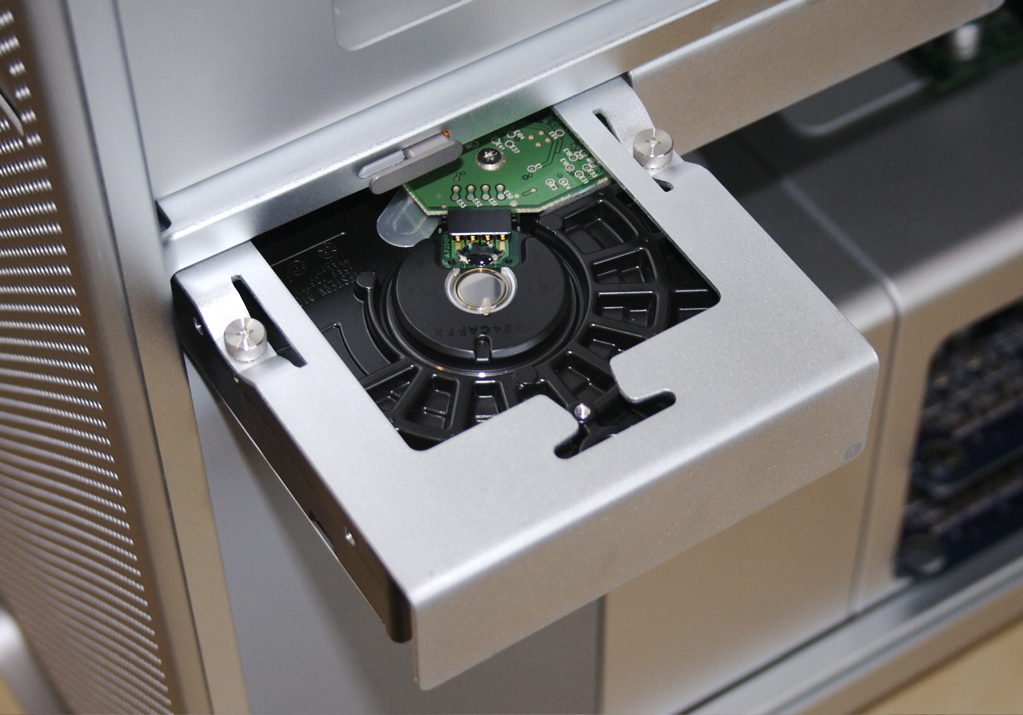
Жесткий диск в специальном „отсеке“ для крепежа внутри корпуса

Несмотря на существующие специальные решения «безотвёрточного монтажа», содержимое компьютерного корпуса, в основном, монтируется при помощи широко распространенных металлических и пластиковых крепёжных элементов, в фирменных моделях специально разработанных.
В конструкцию корпуса обычно включены стандартизированные отсеки для монтажа блоков питания, периферийных устройств, заполняемые в частности накопителями — жёсткими дисками, SSD, оптическим приводом, кардридером и т. п.

## Типы корпусов
Корпус, защищающий внутренние компоненты компьютера от внешнего воздействия и механических повреждений, поддерживающий необходимый температурный режим внутри, экранирующий создаваемое внутренними компонентами электромагнитное излучение, может быть представлен различными по форме и пропорциям стандартными шасси (размеры указаны в миллиметрах, Ш x Г x В):
- Горизонтальные:
  - Desktop (533 × 419 × 152)
  - FootPrint (406 × 406 × 152)
  - SlimLine (406 × 406 × 101)
  - UltraSlimLine (381 × 352 × 75)
- Вертикальные:
  - MiniTower (178 × 432 × 432)
  - MidiTower (183 × 432 × 490)
  - Full (или Big) Tower (190 × 482 × 820)
  - SuperFullTower (разные размеры)

Указанные размеры являются ориентировочными и могут изменяться в зависимости от производителя и модели корпуса.
Для установки в стойку, высота корпуса выбирается исходя из стоечной единицы измерения.
Шасси для системных блоков массово изготавливают заводским способом из деталей на основе стали, алюминия и пластика. Для самобытной отделки энтузиасты широко используют такие материалы, как древесина или органическое стекло. Для привлечения внимания к проблемам защиты окружающей среды придуман корпус из гофрокартона.

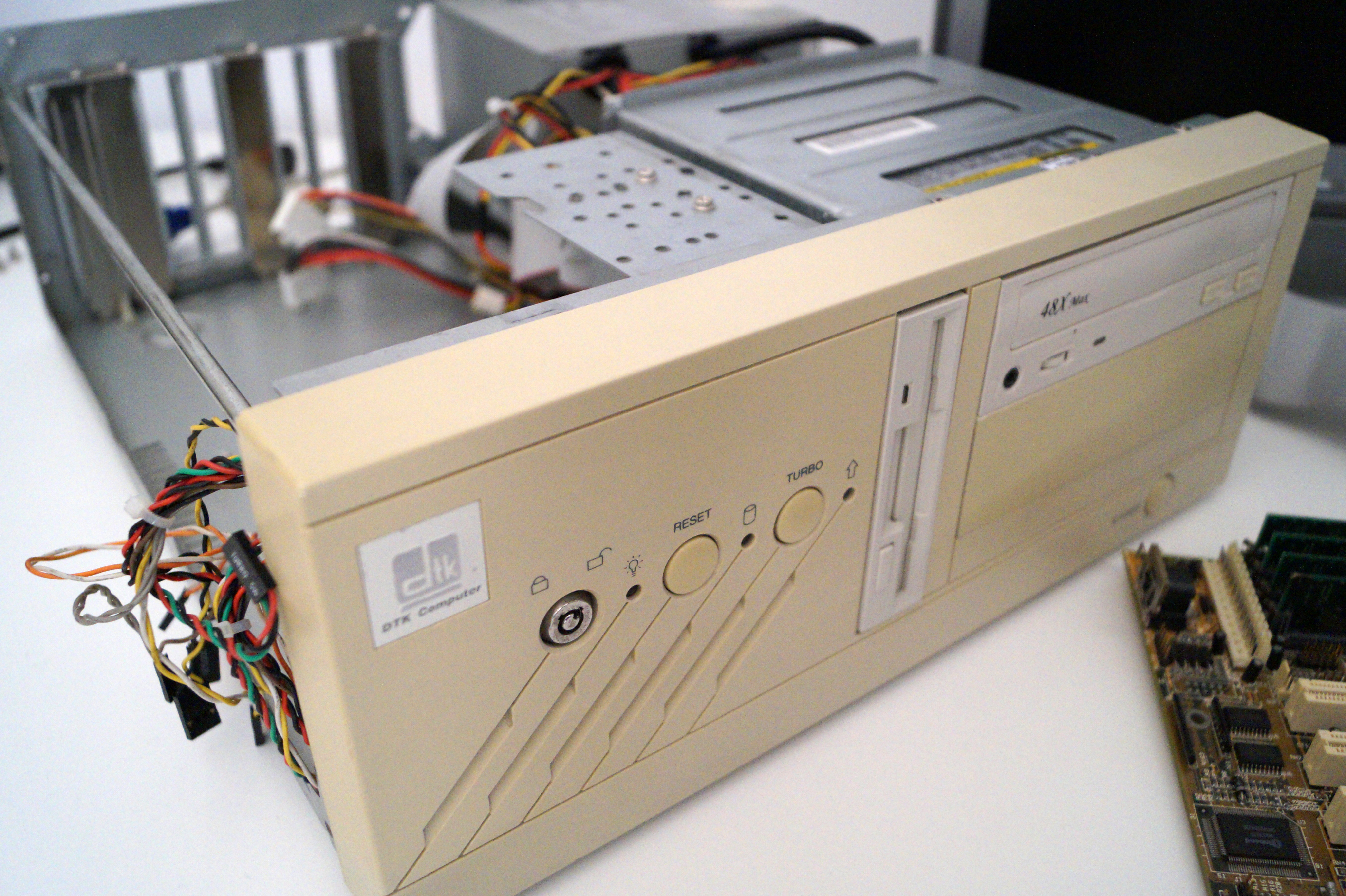
Горизонтальный корпус настольного персонального компьютера
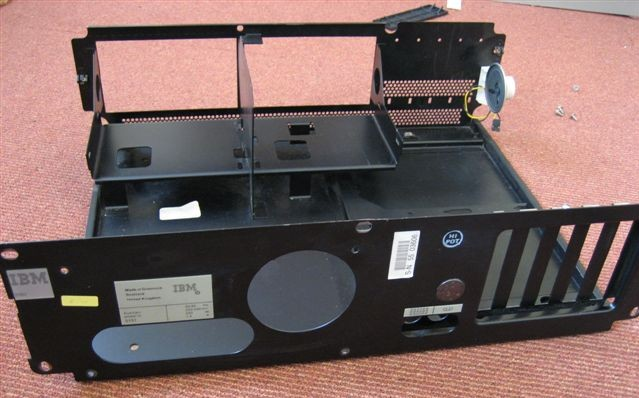
Металлическое шасси корпуса компьютера IBM 5150
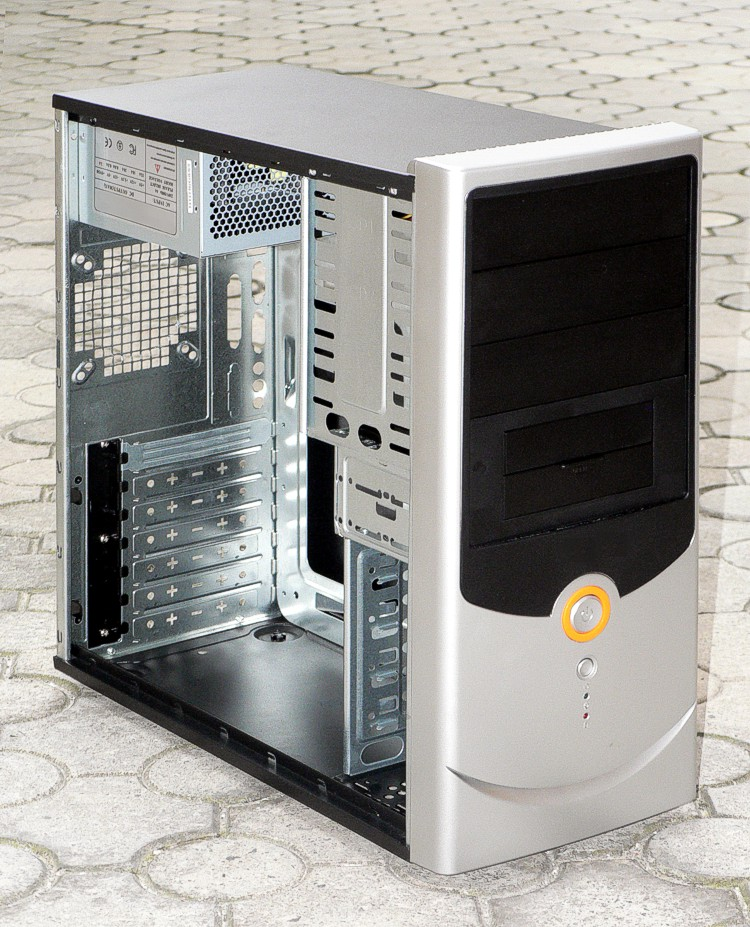
Корпус формата miditower